# Chariobas mamillatus
Chariobas mamillatus är en spindelart som beskrevs av Embrik Strand 1909. Chariobas mamillatus ingår i släktet Chariobas och familjen Zodariidae. Inga underarter finns listade i Catalogue of Life.